# Eedris Abdulkareem
Eedris Abdulkareem es un artista de hip hop nigeriano. Es conocido por ser el rapero de la extinta banda nigeriana de hip hop The Remedies.
De una familia polígama nacido en Kano (Nigeria), la ciudad más vieja de África Occidental, su padre era de Ijesha, en Osun y su madre era de Ogun. Criado en Kano, él adoptó éste como su estado de origen. Perdió a su padre cuando tenía 2 años y 8 de sus hermanos. Según entrevistas, su decisión de dejar de usar su apellido patronímico no tiene nada que ver con la aversión a su padre, pero simplemente refleja su cariño por el nombre Eedris Abdulkareem.

## The Remedies
Abdulkareem primero llamó la atención nacional en 1996 como parte de The Remedies, (desde 1996 hasta que se separaron en 2002) con Tony Tetuila y Eddy Montana. Aquel mismo año, Abdulkareem viajó a España para sostener conversaciones con Bertelsmann Music Group, sin embargo, fue deportado de España antes de que tales conversaciones pudieran ocurrir cuando un compañero de habitación lo denunció por posesión de drogas.
Después de una breve vuelta a Kano y la muerte de su amante, Rashidat[4], Abdulkareem viajó a Lagos para preocuparse para su madre en su vejez. En Lagos, le tocó vivir bajo los puentes y pidió para dinero durante dos meses antes de encontrar al conocido DJ Shina. Junto con él Abdulkareem encontró a Tony Tetuila en un espectáculo en Kwara, y a Eddy Montana en el Colegio Yaba de Tecnología. Los tres formaron The Remedies, adoptando su nombre de la etapa temprana de Abdulkareem, Mr. Remedy. En su primera demo destacó la canción "Shakomo" (escrita por Abdulkareem), que se hizo un éxito radial. The Remedies disueltos como consecuencia de su personalidad se separaron durante la gira de 32 estados patrocinado por Rothmans Internacional.

## Solista
Su álbum debut solista, P.A.S.S. ("Pains And Stress = Success") se grabó en 2002 bajo el sello Kennis Music. Grabado el mismo año y en el mismo sello, Sr. Lecturer destacó el primer video hit de Abdulkareem, que dirigió el problema de estudiantes que usan el dinero y el sexo para solicitar grados más altos en colegios nigerianos y universidades. Además incluye la canción "Wackawickee MC's" en la que es una crítica a Tony Tetuila, Plantashun Boiz y Double X Posse.
En 2000, Abdulkareem fue una de las personalidades elegidas por el público nigeriano para llevar la antorcha olímpica en un relevo por el país.
En 2004, el tercer álbum de Abdulkareem, Jaga Jaga, (un término en yoruba para un describir desastre) lanzado también a través de Kennis. En la canción que la da nombre al álbum, se lamenta por la corrupción y el sufrimiento en Nigeria, además fue prohibida para emitirse las radios por el presidente Olusegun Obasanjo, aunque continuó difundiendose en clubes nocturnos. También en 2004, Abdulkareem llamó la atención internacional como consecuencia de una riña con el rapero estadounidense 50 Cent en un avión en el aeropuerto Murtala Muhammad, el aeropuerto internacional en Lagos. Por lo que dicen todos Abdulkareem había tratado de ocupar el asiento de 50 Cent, causando una lucha entre Abdulkareem, sus amigos, y guardaespaldas de 50 Cent. Uno de los socios de Abdulkareem fue hospitalizado por consiguiente, y 50 Cent tuvo que regresar a los Estados Unidos, rechazando aparecer en un concierto previsto en Port Harcourt.
En noviembre de 2005, Abdulkareem lanzó su propia discográfica, La Kreem Music, y grabó su cuarto álbum, Letter to Mr. President. El título del álbum abordó las críticas de Obasanjo dirigidas en Jaga Jaga; en el álbum también se destacó "Flash Up Unu Lighter", un tributo a la esposa de Obasanjo, Stella, que murió operándose en España, y las víctimas del accidente aéreo de Bellview ocurrido en octubre de 2005.
Abdulkareem es también el fundador de la Fundación de Abdulkareem Eedris, una organización dedicada a la lucha contra el VIH/sida en el África Subsahariana.

## Vida personal
En 2004 se casó con Yetunde. En 2019, el artista acudió a sus redes sociales para anunciar la llegada de su nuevo bebé. Juntos, la pareja ha tenido dos niñas y un niño.

## Discografía

### Álbumes en estudio
- P.A.S.S (2002)
- Mr. Lecturer (2002)
- Jaga Jaga (2004)
- Letter to Mr. President (2005)
- King Is Back (2007)
- Unfinished Business (2010)
- Nothing But The Truth (2020)

### Sencillos
- "Wonkere ft Fatai rolling dollar" (2011)
- "Jaga Jaga part 2" (2012)
- "Sekere" (con Vector) (2013)
- "Fela" (con Femi Kuti) (2013)
- "I Go Whoze You" (con Vtek) (2013)
- "Trouble Dey Sleep" (con Konga) (2016)